# Varese Ligure
Varese Ligure (ligur nyelven Vàise vagy Vaéise) település Olaszországban, Liguria régióban, La Spezia megyében. Lakosainak száma 1791 fő (2023. január 1.). Varese Ligure Bedonia, Borzonasca, Carro, Maissana, Ne, Sesta Godano, Albareto és Tornolo községekkel határos.

## Népesség
A település lakossága az elmúlt években az alábbi módon változott:
| Lakosok száma | 2040 | 1984 | 1791 |
|               | 2017 | 2018 | 2023 |